# 종로의 기적
《종로의 기적》은 이혁상이 감독하고 2011년에 개봉한 다큐멘터리 영화로, 대한민국 최초의 커밍아웃한 게이가 출연하는 영화다. 게이의 일생과 커밍아웃, 인권 운동에 대한 이야기를 다루고 있다. 정욜, 장병권, 소준문, 최영수가 출연했다. 제 15회 부산국제영화제에서 비프 메세나상(이혁상)과 플래시 포워드상(이혁상)을 수상했다.

## 내용
커밍아웃이 끝나지 않는 숙제 같다는 영화감독 문준과, 마음껏 사랑하고 싶어 동성애자인권운동을 한다는 인권활동가 병권, 뒤늦게 게이 커뮤니티를 만나 인생의 황금기를 맞은 영수, 그리고 HIV 감염자인 파트너와 아름다운 사랑을 나누는 욜 등 게이 네 명의 삶과 고민을 담았다. 이들 네 명뿐 아니라 게이 커뮤니티에서 활동하는 수많은 게이들이 모자이크처리 없이 카메라에 얼굴을 비춤으로써 커밍아웃을 했고, 카메라 전면에 나서지 않으려던 게이 감독까지 커밍아웃을 했다.

## 출연

### 주연
- 소준문
- 장병권
- 최영수
- 정욜

## 기타
- 프로듀서: 김일란
- 촬영부: 김성희
- 촬영부: 김일란
- 촬영부: 홍지유
- 사운드: 이주석
- 분장-헤어: 이미영
- 배급부문: 이상엽
- 배급부문: 이은선
- 마케팅부문: 김하나
- 마케팅부문: 오보라
- 티저포스터: 오성원
- 티저포스터: 박현지
- 예고편: 김형남
- 번역: 김유석
- 섭외: 박기호
- 섭외: 이종헌
- 스타일리스트: 이그네

## 같이 보기
- 친구사이?
- 《두 번의 결혼식과 한 번의 장례식》
- 친구사이 (단체)
- 동성애자인권연대